# Ceriagrion auranticum
Ceriagrion auranticum – gatunek ważki z rodziny łątkowatych (Coenagrionidae).